# Eumelea enantia
Eumelea enantia là một loài bướm đêm trong họ Geometridae.